# Герреро
Ґерре́ро (ісп. Guerrero, ацт. Cihuatlān) — штат на південному заході Мексиканської Республіки. Межує на північному сході зі штатом Мічоакан, на півночі за штатами Мехіко, Морелос і Пуебла, на сході — Оахака, і на півдні омивається Тихим океаном.
Герреро названий за ім'ям мексиканського президента. Ще кілька штатів носять імена відомих історичних діячів Мексики, наприклад, Ідальго (на честь Мігеля Ідальго, лідера боротьби за незалежність), Морелос (на честь Хосе Марії Морелоса, героя Війни за незалежність) і Кінтана-Роо (на честь поета і політика Андреса Кінтана Роо).
Геоморфологія штату дуже складна, перш за все через те, що штат перетинає гірська система Сьєрра-Мадре-дель-Сур. Між цією системою і горами півночі штату розташована велика Депресія річки Балсас. На узбережжі розташовано кілька великих лагун, таких як Лагуна-Негра, Лагуна-де-Коюка і Лагуна-де-Трес-Палос.
Штат поділений на 81 муніципалітет, столиця штату — місто Чильпансінго, а найбільше місто — Акапулько.
Основними галузями економіки штату є сільське господарство і туризм. У штаті вирощуються кукурудза, кунжут, сорго, соя, рис, помідори, лимони, дині, апельсини, кавуни, арахіс і манго.

## Історія

### Утворення штату (1823—1849)

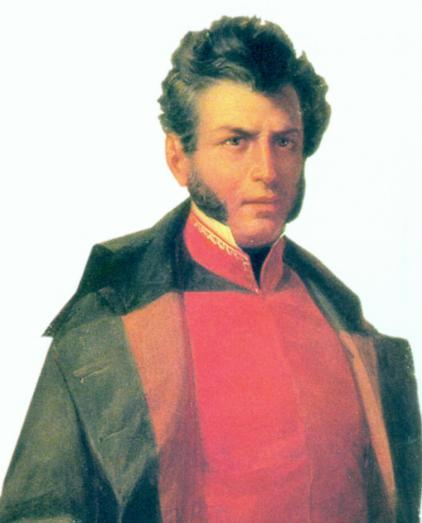
Вісенте Герреро

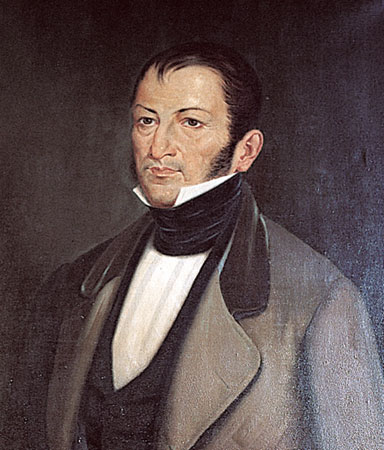
Ніколас Браво

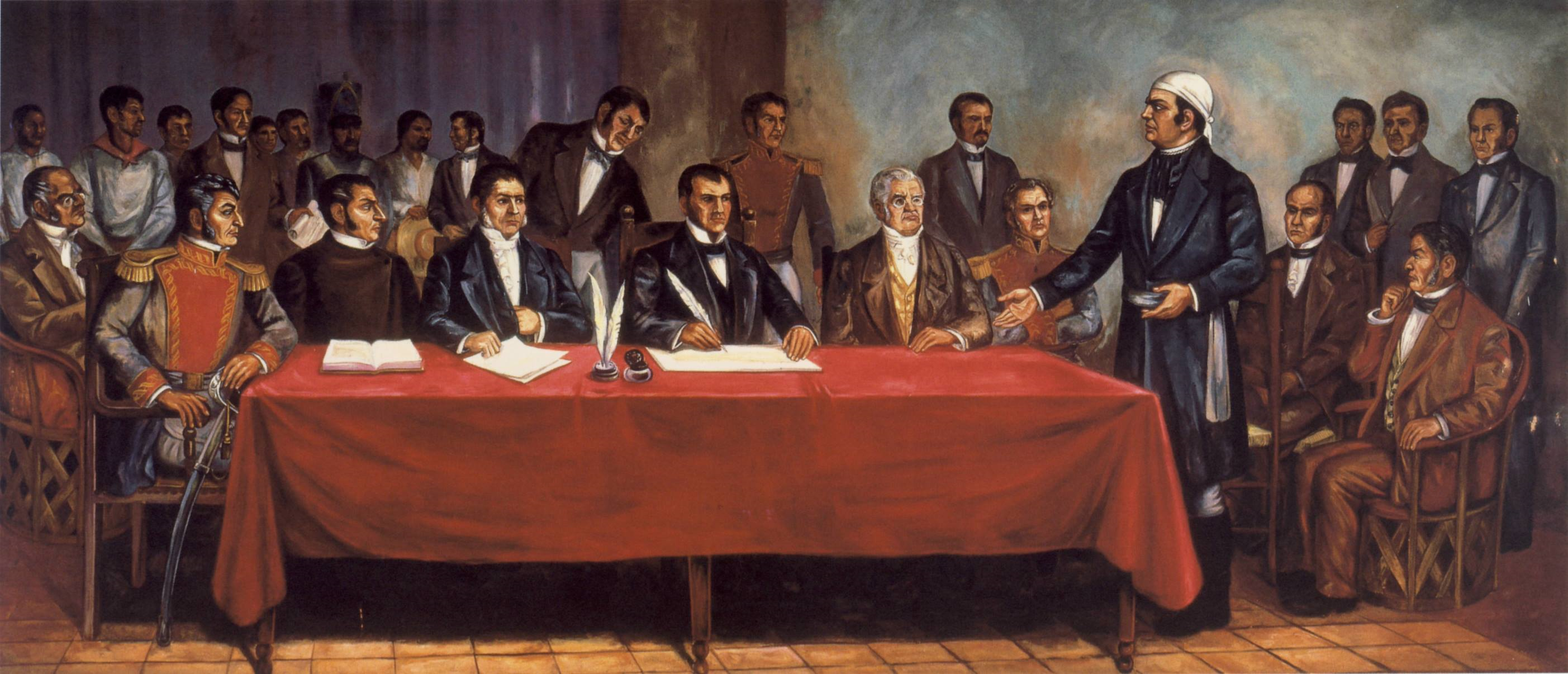
Конгрес у Чильпансінго

Перший уряд незалежної Мексики поділив країну на дванадцять департаментів. Територія сучасного штату Герреро була розділена між департаментами Мехіко, Пуебла, Мічоакан і Оахака. У 1823 році Ніколас Браво та Вісенте Герреро подали клопотання до уряду про створення «Південного штату» (ісп. Estado del Sur), на тих територіях, які відігравали важливу роль у визвольній війні, але це не дало ніяких результатів. У 1824 році федеральний уряд надав Герреро статус військового округу у місті Чильпансінго.
У першій половині XIX ст. значна частина країни вела боротьбу поміж ліберальними (федералісти) та консервативними (централісти) угрупуваннями. У 1831 році в одному з цих боїв Вісенте Герреро було схоплено і страчено в Оаксаці. В 1836 році Ніколос Браво намагався домовитись із консерваторами і знову висунув пропозицію про створення Південного департаменту зі столицею у Чильпансінго, включаючи провінції Акапулько, Чілапа, Тлапа і Такско. У 1841 році представники 42-х місцевих громад під назвою «Друзями Півдня» (ісп. Amigos del Sur), висунули пропозицію створити департамент Акапулько, але цю пропозицію відхилив Антоніо Лопес де Санта-Анна. У 1847 році Ніколас Браво та Хуан Альварес запропонували створити окремий штат із районів Акапулько, Чилапа та Такско, але американо-мексиканська війна зашкодила реалізації їхнього задуму. У 1849 році президент Хосе Хокін де-Геррера ухвалив рішення про створення окремого штату Герреро, а Хуана Альвареса призначив першим губернатором.  Для створення Герреро зі штату Мехіко були відділенні міста Акапулько, Чілапа та Такско; зі штату Мічоакан муніципалітет Коюка; зі штату Пуебла місто Тлапа. Першою столицею штату було оголошено Тікстлу. У 1870 році столицею штату стало місто Чильпансінго.

### Війна за Реформу (1857—1861)

Мапа Мексики під час Війни за Реформу. Синім кольором позначено підтримку консерваторів, червоним — лібералів. Білим відмічено штат Нижня Каліфорнія, який обрав нейтральність у війні (1856 рік)

1 березня 1854 року у місті Аютла вибухнуло повстання на чолі з Хуаном Альваресом, який висунув свій «план Аютла» з вимогою усунення від влади Санта-Анни та проведення ліберальних реформ. Повстанський рух охопив всю країну, режим генерала Санта-Анни було знищено, а сам генерал змушений був втікати до Куби. У влади опинився уряд Хуана Альвареса. У листопаді 1855 року за пропозицією міністра фінансів Беніто Хуареса був виданий закон, що скасовував привілеї армії та духовенства. Незадоволені законом консерватори і частина правого крила лібералів — влаштували державний переворот, однак невдовзі його було придушено федеральними силами. Уряд Ігнасіо Комонфорта затвердив «закон Хуареса» і прийняв пропозицією міністра фінансів Мігеля Лердо де-Техада заборонити церковним і цивільним корпораціям володіти нерухомістю. У 1857 році ратифікувалася нова  Конституція Мексики, у якій були прийняті закони Хуареса та Лердо. Проти конституційних законів виступили консерватори, церква та частина селянства, яка також була незадоволена такими реформами. У ряді штатів спалахнули повстання. Штат Герреро в основному був на боці консерваторів і протестував проти прийнятої Конституції із законом про реформу. Війна за Реформу в кінцевому підсумку завершилася перемогою лібералів. Експропріація церковної нерухомості і земель індіанців, скасування цехів і внутрішніх митниць сприяли розвитку мексиканського капіталізму. Проте аграрне питання так і не було вирішене.

### Порфіріо Діас (1876—1911)
В період режиму президента Порфіріо Діаса (1876—1911) штат перебував у відносному спокої. За 35 років його правління в Герреро змінилося 10 губернаторів, хоча лише двоє були уроженцями штату. Економіка контролювалася і збагачувалася декількома землевласниками, військовими та підприємцями. У цей період будувалися заводи, Акапулько був з'єднаний з Мехіко залізничною лінією. Незважаючи на зріст виробництва та економічний розвиток, наприкінці XIX-го ст. багато людей залишилися без роботи, оскільки на гірництво та вирощування бавовни зменшився попит.

### Революція 1910—1920

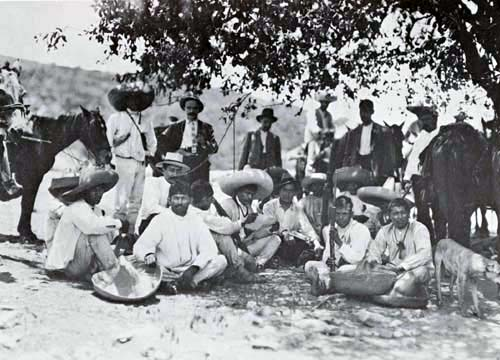
Сапатисти в місті Ель-Ільгуеро

У 1910 році у штаті Герреро проти диктатури Діаса  вибухнуло кілька повстань — пізніше, на початку революції, повстанці доєдналися до організованих загонів Сапати. Проти сапатистів Діас направляв федеральні війська, але після його усунення від влади, в Акапулько його війська здалися повстанцям. Після того Франціско Мадеро поставив губернатором штату Франціска Фігероа, а Акапулько було оголошено столицею Герреро.
Після відмови Мадеро прийняти пропозицію розподілу земель, сапатисти, які переважно складалися із сільських повстанців, розвернули свої війська проти Мадеро, підбурюючи також повстати інші штати. Сапатисти згодом узяли контроль над центральними містами та зайняли стратегічні позиції на півночі країни. Коли Вікторіано Хуерта взяв у свої руки контроль над державою, сапатисти об'єдналися проти нього із загонами Венустіано Карранси, які в кінцевому підсумку до 1914 року отримали контроль майже над всією північчю. Протягом цього часу землі були перерозподілені. Після того, як Хуерта був скинутий і Карранса зайняв президентський пост, сапатисти повстали проти Карранси. У 1915 році президент запропонував посаду губернатора Герреро Джуліану Бланко, але в 1916 році Бланко натрапив на засідку і був убитий. З цього часу відбулися постійні сутички поміж сапатистами та силами, лояльними до Карранса. В 1919 році, після смерті Еміліано Запати, його рух розколовся
До самого закінчення революції в країні відбувалися різні сутички між фракціями. Залишки загонів сапатистів були визнані політичною силою в Герреро, де багато повстанців отримали керівні політичні та військові посади. В 1921 році губернатор Герреро Родольфо Нері ініціював аграрну реформу, організував профспілки для працівників та зробив освіту обов'язковою.

### Постреволюційний період

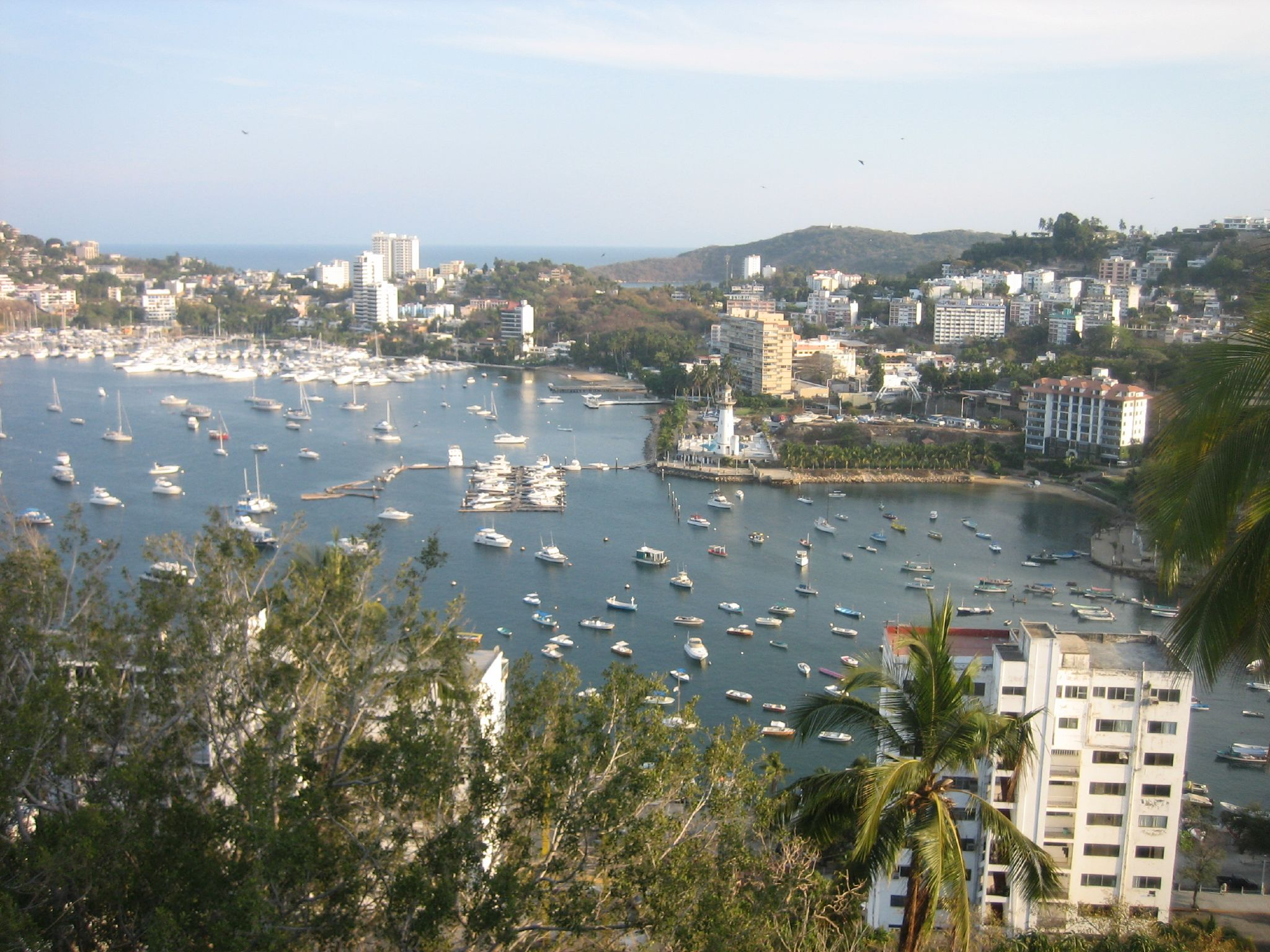
Акапулько

Довгий час після революції між профспілками, місцевими бойовиками, іноземцями та сільськогосподарськими організаціями продовжувалась фракційна боротьба за землею та за місця своїх фракцій у освітніх структурах та у політиці. Крім того в Герреро відбувалася війна Крістеро. У 1923 році Ромуло Фігероа організував збройне повстання проти федерального уряду, а в 1927 році відбулися спроба повернути собі землі.  У 1930-х роках  відбувалися страйки профспілок. 
В 30-х роках завдяки втручання уряду у сільськогосподарський сектор, населення почало застосовувати кращі способи вирощування та обробки продукції. В Ігуалі та Чильпальсінго почали вирощувати нові види культур — кокос, кунжут та каву. В цей період активно почала розвиватися сфера народних ремесел, які відіграють важливу роль в економіці штату та приваблюють туристів. Завдяки зусиллям Вільяма Спратлінга в Такско-ель-Вьехо була відновлена майстерня по декоративному різьбярстві на сріблі. Туристичний бізнес в основному зосереджений на берегах Акапулько, Зіхуатанехо та туристичному курорті Ікстапа. У 50-х роках туристичні центри в Акапулько стали привабливими для голлівудських зірок  таких як Елізабет Тейлор, Френк Сінатра, Едді Фішер, Бріжіт Бардо, які створили свого роду його одним з найпривабливішим у світі. В період 60-70-х років в Акапулько будувалися нові готелі, а житло та транспортні послуги стали дешевшими. У 70-80-ті роки були створені туристичні центри в Зіхуатанехо та курорти в сусідньому місті Ікстапа, щоб посилити туризм в цих районах. 
24 вересня 2012 року, після протестного маршу, почалися масові заворушення вчителів у столиці штату  Чильпансінго. Вчителі розбивали вікна, ламали меблі та комп'ютери в партійних офісах і освітньому департаменті. Також погромники, частина яких приховувала обличчя під масками, розписували стіни образливими виразами на адресу президента Мексики Енріке Пеньї Ньєто. Пенья Ньєто зайняв посаду президента в грудні 2012 року, в лютому 2013-го домігся прийняття закону про освіту, який мав скасувати практику купівлі-продажу вчительських посад, що здавна існувала в Мексиці, і замінити її професійним тестуванням із національним стандартом. Реформа в першу чергу була спрямована на боротьбу з корупцією в освіті. 26 вересня 2014 року 43 хлопців-студентів із коледжу Escuela Normal Rural de Ayotzinapa зникли безвісти в місті Ігуала. За офіційними даними, вони захопили кілька автобусів і відправилися до Ігуали з ціллю провести акцію протесту на конференції в мерії. По дорозі їх перехопили місцеві поліцейські, внаслідок чого відбулася стрілянина в якій загинули студенти. Подробиці цих та подальших подій лишаються нез'ясованими, але припускається що стрілянина була вчинена кримінальним синдикатом «Об'єднані воїни» основна сфера діяльності яких наркоторгівля.